# Champions Hockey League 2021-2022
La Champions Hockey League 2021-2022 è stata la settima edizione della principale competizione europea per squadre di club di hockey su ghiaccio. Ha avuto inizio il 26 agosto 2021 con la fase a gironi, e si è conclusa con la finale il 1º marzo 2022.
La stagione precedente era stata annullata a causa delle restrizioni legate alla pandemia di COVID-19 e pertanto non c'è un campione uscente.

## Formula
Per tutte e 32 le squadre qualificate, la prima fase è rappresentata da una fase a gironi con otto raggruppamenti da quattro squadre ciascuno, da disputare con partite di andata e ritorno. I campioni nazionali sono teste di serie per il sorteggio.
A causa delle qualificazioni alle Olimpiadi invernali del 2022 che si sono svolte alla fine di agosto, i partecipanti alla CHL provenienti da paesi partecipanti alle qualificazioni olimpiche sono stati sorteggiati in due gruppi separati che hanno avuto inizio il 2 settembre 2021.

## Partecipanti
Alla CHL partecipano 32 club: 24 provenienti dai sei cosiddetti campionati fondatori e otto dai sette campionati sfidanti.

### Partecipanti per campionato
I sei campionati fondatori hanno diritto ciascuno ad un numero di partecipanti compreso tra tre e cinque. La distribuzione si basa sul ranking della CHL che tiene conto dei risultati dal 2015 al 2020. Rispetto alla stagione 2019-2020, la Deutsche Eishockey Liga (DEL) ha ottenuto un posto in più, a scapito dell'Extraliga ceca.
Nel maggio 2021, il board della CHL ha assegnato per la prima volta una wild card ai campioni ucraini. La squadra campione di Slovacchia, invece, originariamente non sarebbe dovuta più essere presente. L'8 giugno successivo, il board ha privato della wild card il campione bielorusso Yunost Minsk. La decisione è stata motivata con riferimento agli eventi seguiti al dirottamento del volo Ryanair 4978 e dalle successive conseguenze per i viaggi verso il paese. In queste circostanze, non sarebbe stato possibile viaggiare in sicurezza per squadre, dirigenti e tifosi. La wild card è stata assegnata al club slovacco Slovan Bratislava due giorni dopo.

### Club qualificati
| - National League: 5 squadre EV Zugo (campioni) Lugano (2°) Losanna HC (4°) Friburgo-Gottéron (3°) ZSC Lions (5°) - DEL: 4 squadre Eisbären Berlin (campioni) Adler Mannheim (1º Girone Sud) Red Bull Monaco (2º Girone Sud) Fischtown Pinguins Bremerhaven (2º Girone Nord) - ICE: 3 squadre HC Bolzano (1ª stagione regolare) EC KAC (campioni) Red Bull Salisburgo (miglior semifinalista) | - SHL: 5 squadre Frölunda HC Göteborg (campioni in carica 2020) Växjö Lakers (campioni) Rögle BK (2°) Leksands IF (3°) Skellefteå AIK (4°) - Liiga: 4 squadre Lukko Rauma (campioni) IFK Helsinki (2°) TPS Turku (3°) Tappara Tampere (4°) - Extraliga: 3 squadre HC Oceláři Třinec (campioni) HC Sparta Praga (1°) BK Mlada Boleslav (3°) | - Elite Ice Hockey League: 1 squadra Cardiff Devils (campioni 2020) - Eliteserien: 1 squadra Frisk Asker (campioni) - Metal Ligaen: 2 squadre SønderjyskE (vincitori della Continental Cup 2020) Rungsted Ishockey (campioni) - Ligue Magnus : 1 squadra Dragons de Rouen (campioni) - Polska Hokej Liga: 1 squadra JKH GKS Jastrzebie (campioni) - Extraliga : 1 squadra HC Slovan Bratislava (wild card) - UHL: 1 squadra HK Donbass Donetsk (campioni) |

## Sorteggio
Nel sorteggio, i partecipanti dei campionati le cui squadre nazionali dovevano ancora giocare i tornei di qualificazione a Pechino 2022 (disputati a fine agosto) sono stati sorteggiati nei gruppi G e H, il cui calendario era diverso da quello degli altri gironi.
L'esito del sorteggio è stato il seguente:
| Girone A                       | Girone B             | Girone C          | Girone D            |
| ------------------------------ | -------------------- | ----------------- | ------------------- |
| Vaxjo Lakers                   | Frölunda HC Göteborg | Lukko Rauma       | EV Zug              |
| HC Sparta Praga                | IFK Helsinki         | Adler Mannheim    | Rögle BK            |
| TPS Turku                      | BK Mladá Boleslav    | Losanna HC        | Red Bull Monaco     |
| Fischtown Pinguins Bremerhaven | ZSC Lions            | Cardiff Devils    | SønderjyskE         |
| Girone E                       | Girone F             | Girone G          | Girone H            |
| Eisbären Berlino               | HC Oceláři Třinec    | EC KAC            | HC Bolzano          |
| HC Lugano                      | Leksand IF           | Dragons de Rouen  | Red Bull Salisburgo |
| Skellefteå AIK                 | Friburgo-Gottéron    | Rungsted Ishockey | Frisk Asker         |
| Tappara Tampere                | HC Slovan Bratislava | Donbass Donetsk   | JKH GKS Jastrzebie  |

### Calendario degli incontri
| Fase          | Round            | Round            | Data sorteggio  | Andata               | Ritorno              |
| ------------- | ---------------- | ---------------- | --------------- | -------------------- | -------------------- |
| Fase a gironi | 1ª giornata      | Gironi A-F       | 19 maggio 2021  | 26–27 agosto 2021    | 26–27 agosto 2021    |
| Fase a gironi | 1ª giornata      | Gironi G-H       | 19 maggio 2021  | 9–10 settembre 2021  | 9–10 settembre 2021  |
| Fase a gironi | 2ª giornata      | Gironi A-F       | 19 maggio 2021  | 28–29 agosto 2021    | 28–29 agosto 2021    |
| Fase a gironi | 2ª giornata      | Gironi G-H       | 19 maggio 2021  | 11–12 settembre 2021 | 11–12 settembre 2021 |
| Fase a gironi | 3ª giornata      | 3ª giornata      | 19 maggio 2021  | 2–3 settembre 2021   | 2–3 settembre 2021   |
| Fase a gironi | 4ª giornata      | 4ª giornata      | 19 maggio 2021  | 4–5 settembre 2021   | 4–5 settembre 2021   |
| Fase a gironi | 5ª giornata      | 5ª giornata      | 19 maggio 2021  | 5–6 ottobre 2021     | 5–6 ottobre 2021     |
| Fase a gironi | 6ª giornata      | 6ª giornata      | 19 maggio 2021  | 12–13 ottobre 2021   | 12–13 ottobre 2021   |
| Play-off      | Ottavi           | Ottavi           | 15 ottobre 2021 | 16–17 novembre 2021  | 23–24 novembre 2021  |
| Play-off      | Quarti di finale | Quarti di finale | 15 ottobre 2021 | 7–8 dicembre 2021    | 14 dicembre 2021     |
| Play-off      | Semifinali       | Semifinali       | 15 ottobre 2021 | 4–5 gennaio 2022     | 11–12 gennaio 2022   |
| Play-off      | Finale           | Finale           | 15 ottobre 2021 | 1 marzo 2022         | 1 marzo 2022         |

## Fase a gironi

### Girone A
| Pos | Squadra            | G | V | VS | PS | P | GF | GS | DG | Pt | Qualificazione          |          | SPA | VAX      | BRE | TPS |
| --- | ------------------ | - | - | -- | -- | - | -- | -- | -- | -- | ----------------------- | -------- | --- | -------- | --- | --- |
| 1   | HC Sparta Praha    | 6 | 3 | 2  | 0  | 1 | 17 | 10 | +7 | 13 | Qualificate ai Play-off |          | —   | 2–1 (OT) | 5–2 | 3–2 |
| 2   | Växjö Lakers       | 6 | 3 | 0  | 1  | 2 | 14 | 10 | +4 | 10 | Qualificate ai Play-off |          | 2–1 | —        | 5–0 | 4–2 |
| 3   | Fischtown Pinguins | 6 | 3 | 0  | 0  | 3 | 10 | 15 | −5 | 9  |                         |          | 1–2 | 2–1      | —   | 3–0 |
| 4   | TPS                | 6 | 1 | 0  | 1  | 4 | 10 | 16 | −6 | 4  |                         | 2–3 (SO) | 3–1 | 1–2      | —   |     |

### Girone B
| Pos | Squadra           | G | V | VS | PS | P | GF | GS | DG  | Pt | Qualificazione          |     | FRO | ZSC      | HIFK | MLA |
| --- | ----------------- | - | - | -- | -- | - | -- | -- | --- | -- | ----------------------- | --- | --- | -------- | ---- | --- |
| 1   | Frölunda HC       | 6 | 4 | 1  | 0  | 1 | 19 | 13 | +6  | 14 | Qualificate ai Play-off |     | —   | 4–3 (OT) | 4–1  | 4–3 |
| 2   | ZSC Lions         | 6 | 4 | 0  | 1  | 1 | 16 | 12 | +4  | 13 | Qualificate ai Play-off |     | 4–2 | —        | 0–3  | 7–3 |
| 3   | HIFK              | 6 | 2 | 1  | 0  | 3 | 10 | 9  | +1  | 8  |                         |     | 2–3 | 0–2      | —    | 2–1 |
| 4   | BK Mladá Boleslav | 6 | 0 | 0  | 1  | 5 | 9  | 20 | −11 | 1  |                         | 1–4 | 0–1 | 1–2 (OT) | —    |     |

### Gruppo C
| Pos | Squadra        | G | V | VS | PS | P | GF | GS | DG  | Pt | Qualificazione          |     | LUK      | MAN | LAU      | CAR |
| --- | -------------- | - | - | -- | -- | - | -- | -- | --- | -- | ----------------------- | --- | -------- | --- | -------- | --- |
| 1   | Lukko          | 6 | 4 | 0  | 2  | 0 | 22 | 11 | +11 | 14 | Qualificate ai Play-off |     | —        | 5–1 | 2–3 (OT) | 5–2 |
| 2   | Adler Mannheim | 6 | 3 | 1  | 0  | 2 | 21 | 13 | +8  | 11 | Qualificate ai Play-off |     | 2–1 (SO) | —   | 1–3      | 7–2 |
| 3   | Lausanne HC    | 6 | 2 | 1  | 0  | 3 | 11 | 15 | −4  | 8  |                         |     | 0–3      | 2–5 | —        | 2–0 |
| 4   | Cardiff Devils | 6 | 1 | 0  | 0  | 5 | 11 | 26 | −15 | 3  |                         | 3–6 | 0–5      | 4–1 | —        |     |

### Gruppo D
| Pos | Squadra              | G | V | VS | PS | P | GF | GS | DG  | Pt | Qualificazione          |     | ROG      | MUN  | ZUG | SON |
| --- | -------------------- | - | - | -- | -- | - | -- | -- | --- | -- | ----------------------- | --- | -------- | ---- | --- | --- |
| 1   | Rögle BK             | 6 | 4 | 1  | 0  | 1 | 23 | 14 | +9  | 14 | Qualificate ai Play-off |     | —        | 4–3  | 5–3 | 8–3 |
| 2   | EHC Red Bull München | 6 | 4 | 0  | 0  | 2 | 25 | 13 | +12 | 12 | Qualificate ai Play-off |     | 2–1      | —    | 3–4 | 6–2 |
| 3   | EV Zug               | 6 | 3 | 0  | 1  | 2 | 28 | 19 | +9  | 10 |                         |     | 1–2 (OT) | 1–6  | —   | 9–3 |
| 4   | SønderjyskE Ishockey | 6 | 0 | 0  | 0  | 6 | 11 | 41 | −30 | 0  |                         | 2–3 | 1–5      | 0–10 | —   |     |

### Gruppo E
| Pos | Squadra         | G | V | VS | PS | P | GF | GS | DG | Pt | Qualificazione          |     | TAP | SKE | BER      | LUG      |
| --- | --------------- | - | - | -- | -- | - | -- | -- | -- | -- | ----------------------- | --- | --- | --- | -------- | -------- |
| 1   | Tappara         | 6 | 3 | 2  | 0  | 1 | 25 | 18 | +7 | 13 | Qualificate ai Play-off |     | —   | 4–2 | 5–4 (OT) | 3–2 (OT) |
| 2   | Skellefteå AIK  | 6 | 3 | 0  | 0  | 3 | 22 | 21 | +1 | 9  | Qualificate ai Play-off |     | 6–1 | —   | 5–3      | 3–5      |
| 3   | Eisbären Berlin | 6 | 2 | 0  | 1  | 3 | 21 | 26 | −5 | 7  |                         |     | 1–6 | 3–5 | —        | 6–3      |
| 4   | HC Lugano       | 6 | 2 | 0  | 1  | 3 | 20 | 23 | −3 | 7  |                         | 3–6 | 5–1 | 2–4 | —        |          |

1. 1 2  Punti negli scontri diretti: Eisbären Berlin 6, HC Lugano 0.

### Gruppo F
| Pos | Squadra              | G | V | VS | PS | P | GF | GS | DG  | Pt | Qualificazione          |     | FRG | LEK | TRI | SLO |
| --- | -------------------- | - | - | -- | -- | - | -- | -- | --- | -- | ----------------------- | --- | --- | --- | --- | --- |
| 1   | HC Fribourg-Gottéron | 6 | 6 | 0  | 0  | 0 | 25 | 9  | +16 | 18 | Qualificate ai Play-off |     | —   | 3–0 | 6–2 | 5–2 |
| 2   | Leksands IF          | 6 | 4 | 0  | 0  | 2 | 17 | 16 | +1  | 12 | Qualificate ai Play-off |     | 2–5 | —   | 3–2 | 5–3 |
| 3   | Oceláři Třinec       | 6 | 2 | 0  | 0  | 4 | 15 | 17 | −2  | 6  |                         |     | 3–4 | 1–3 | —   | 3–0 |
| 4   | HC Slovan Bratislava | 6 | 0 | 0  | 0  | 6 | 8  | 23 | −15 | 0  |                         | 0–2 | 2–4 | 1–4 | —   |     |

### Gruppo G
| Pos | Squadra           | G | V | VS | PS | P | GF | GS | DG  | Pt | Qualificazione          |     | KAC | ROU      | DON | RUN      |
| --- | ----------------- | - | - | -- | -- | - | -- | -- | --- | -- | ----------------------- | --- | --- | -------- | --- | -------- |
| 1   | EC KAC            | 6 | 3 | 2  | 0  | 1 | 19 | 9  | +10 | 13 | Qualificate ai Play-off |     | —   | 2–1 (OT) | 1–2 | 3–2 (OT) |
| 2   | Dragons de Rouen  | 6 | 3 | 0  | 1  | 2 | 15 | 14 | +1  | 10 | Qualificate ai Play-off |     | 0–4 | —        | 4–3 | 5–1      |
| 3   | HC Donbass        | 6 | 2 | 0  | 2  | 2 | 15 | 17 | −2  | 8  |                         |     | 3–4 | 2–1      | —   | 2–3 (SO) |
| 4   | Rungsted Ishockey | 6 | 0 | 2  | 1  | 3 | 13 | 22 | −9  | 5  |                         | 1–5 | 2–4 | 4–3 (OT) | —   |          |

### Gruppo H
| Pos | Squadra              | G | V | VS | PS | P | GF | GS | DG  | Pt | Qualificazione          |     | SAL      | BOL      | JAS | FRI      |
| --- | -------------------- | - | - | -- | -- | - | -- | -- | --- | -- | ----------------------- | --- | -------- | -------- | --- | -------- |
| 1   | Red Bull Salzburg    | 6 | 4 | 1  | 0  | 1 | 23 | 13 | +10 | 14 | Qualificate ai Play-off |     | —        | 3–5      | 6–1 | 1–0      |
| 2   | HC Bolzano           | 6 | 3 | 1  | 2  | 0 | 20 | 13 | +7  | 13 | Qualificate ai Play-off |     | 3–4 (OT) | —        | 3–1 | 1–2 (SO) |
| 3   | JKH GKS Jastrzębie   | 6 | 2 | 0  | 1  | 3 | 17 | 21 | −4  | 7  |                         |     | 2–3      | 2–3 (SO) | —   | 4–3      |
| 4   | Frisk Asker Ishockey | 6 | 0 | 1  | 0  | 5 | 11 | 24 | −13 | 2  |                         | 2–6 | 1–5      | 3–7      | —   |          |

## Play-off

### Teste di serie
Le squadre vincitrici dei gironi sono le teste di serie dei play-off.

| Girone | Teste di serie       | Non teste di serie   |
| ------ | -------------------- | -------------------- |
| A      | HC Sparta Praha      | Växjö Lakers         |
| B      | Frölunda HC          | ZSC Lions            |
| C      | Lukko                | Adler Mannheim       |
| D      | Rögle BK             | EHC Red Bull München |
| E      | Tappara              | Skellefteå AIK       |
| F      | HC Fribourg-Gottéron | Leksands IF          |
| G      | EC KAC               | Dragons de Rouen     |
| H      | Red Bull Salzburg    | HC Bolzano           |

### Formato
Ogni turno, eccetto la finale, è stato disputato con gare di andata e ritorno: il punteggio aggregato ha deciso quale squadra sarebbe avanzata al turno successivo. Di norma, l'andata era ospitata in casa della squadra che aveva il risultato peggiore nella fase a gironi, mentre il ritorno si giocava sul ghiaccio di casa dell'altra squadra. Qualora il punteggio aggregato fosse stato in parità, seguiva un tempo supplementare con sudden death. Qualora il tempo supplementare si fosse chiuso senza segnature, si sarebbe proceduto ai tiri di rigore.
La finale si è giocata sul ghiaccio di casa della squadra che aveva il miglior record nel torneo.

### Tabellone
|  | Ottavi               | Ottavi               | Ottavi           | Ottavi           | Ottavi |   |                           | Quarter-finals            | Quarter-finals | Quarter-finals | Quarter-finals | Quarter-finals |  |  | Semi-finals | Semi-finals | Semi-finals | Semi-finals | Semi-finals |  |  | Final | Final | Final |  |
|  |                      |                      |                  |                  |        |   |                           |                           |                |                |                |                |  |  |             |             |             |             |             |  |  |       |       |       |  |
|  | HC Fribourg-Gottéron | HC Fribourg-Gottéron | 2                | 2                | 4      |   |                           |                           |                |                |                |                |  |  |             |             |             |             |             |  |  |       |       |       |  |
|  | HC Fribourg-Gottéron | HC Fribourg-Gottéron | 2                | 2                | 4      |   |                           |                           |                |                |                |                |  |  |             |             |             |             |             |  |  |       |       |       |  |
|  | EHC Red Bull München | EHC Red Bull München | 4                | 3                | 7      |   |                           |                           |                |                |                |                |  |  |             |             |             |             |             |  |  |       |       |       |  |
|  | EHC Red Bull München | EHC Red Bull München | 4                | 3                | 7      |   | EHC Red Bull München (OT) | EHC Red Bull München (OT) | 2              | 2              | 4              |                |  |  |             |             |             |             |             |  |  |       |       |       |  |
|  |                      |                      |                  |                  |        |   | EHC Red Bull München (OT) | EHC Red Bull München (OT) | 2              | 2              | 4              |                |  |  |             |             |             |             |             |  |  |       |       |       |  |
|  |                      |                      | Lukko            | Lukko            | 2      | 1 | 3                         |                           |                |                |                |                |  |  |             |             |             |             |             |  |  |       |       |       |  |
|  | HC Bolzano           | HC Bolzano           | Lukko            | Lukko            | 2      | 1 | 3                         | 1                         | —              | 1              |                |                |  |  |             |             |             |             |             |  |  |       |       |       |  |
|  | HC Bolzano           | HC Bolzano           |                  |                  |        |   |                           |                           |                | 1              |                |                |  |  |             |             |             |             |             |  |  |       |       |       |  |
|  | Lukko                | Lukko                | 3                | —                | 3      |   |                           |                           |                |                |                |                |  |  |             |             |             |             |             |  |  |       |       |       |  |
|  | Lukko                | Lukko                | 3                | —                | 3      |   | EHC Red Bull München      | EHC Red Bull München      | —              | 0              | 0              |                |  |  |             |             |             |             |             |  |  |       |       |       |  |
|  |                      |                      |                  |                  |        |   |                           |                           |                |                |                |                |  |  |             |             |             |             |             |  |  |       |       |       |  |
|  |                      |                      | Tappara          | Tappara          | —      | 3 | 3                         |                           |                |                |                |                |  |  |             |             |             |             |             |  |  |       |       |       |  |
|  | Växjö Lakers         | Växjö Lakers         | Tappara          | Tappara          | —      | 3 | 3                         | 2                         | 2              | 4              |                |                |  |  |             |             |             |             |             |  |  |       |       |       |  |
|  | Växjö Lakers         | Växjö Lakers         |                  |                  |        |   |                           |                           |                | 4              |                |                |  |  |             |             |             |             |             |  |  |       |       |       |  |
|  | Tappara              | Tappara              | 2                | 4                | 6      |   |                           |                           |                |                |                |                |  |  |             |             |             |             |             |  |  |       |       |       |  |
|  | Tappara              | Tappara              | 2                | 4                | 6      |   | Tappara                   | Tappara                   | 3              | 4              | 7              |                |  |  |             |             |             |             |             |  |  |       |       |       |  |
|  |                      |                      |                  |                  |        |   | Tappara                   | Tappara                   | 3              | 4              | 7              |                |  |  |             |             |             |             |             |  |  |       |       |       |  |
|  |                      |                      | Dragons de Rouen | Dragons de Rouen | 3      | 0 | 3                         |                           |                |                |                |                |  |  |             |             |             |             |             |  |  |       |       |       |  |
|  | Dragons de Rouen     | Dragons de Rouen     | Dragons de Rouen | Dragons de Rouen | 3      | 0 | 3                         | 3                         | 1              | 4              |                |                |  |  |             |             |             |             |             |  |  |       |       |       |  |
|  | Dragons de Rouen     | Dragons de Rouen     |                  |                  |        |   |                           |                           |                | 4              |                |                |  |  |             |             |             |             |             |  |  |       |       |       |  |
|  | Red Bull Salzburg    | Red Bull Salzburg    | 0                | 3                | 3      |   |                           |                           |                |                |                |                |  |  |             |             |             |             |             |  |  |       |       |       |  |
|  | Red Bull Salzburg    | Red Bull Salzburg    | 0                | 3                | 3      |   | Tappara                   | Tappara                   | 1              |                |                |                |  |  |             |             |             |             |             |  |  |       |       |       |  |
|  |                      |                      |                  |                  |        |   |                           |                           |                |                |                |                |  |  |             |             |             |             |             |  |  |       |       |       |  |
|  |                      |                      | Rögle BK         | Rögle BK         | 2      |   |                           |                           |                |                |                |                |  |  |             |             |             |             |             |  |  |       |       |       |  |
|  | ZSC Lions            | ZSC Lions            | Rögle BK         | Rögle BK         | 2      | 3 | 1                         | 4                         |                |                |                |                |  |  |             |             |             |             |             |  |  |       |       |       |  |
|  | ZSC Lions            | ZSC Lions            |                  |                  |        |   |                           | 4                         |                |                |                |                |  |  |             |             |             |             |             |  |  |       |       |       |  |
|  | Rögle BK             | Rögle BK             | 4                | 3                | 7      |   |                           |                           |                |                |                |                |  |  |             |             |             |             |             |  |  |       |       |       |  |
|  | Rögle BK             | Rögle BK             | 4                | 3                | 7      |   | Rögle BK                  | Rögle BK                  | 5              | 1              | 6              |                |  |  |             |             |             |             |             |  |  |       |       |       |  |
|  |                      |                      |                  |                  |        |   | Rögle BK                  | Rögle BK                  | 5              | 1              | 6              |                |  |  |             |             |             |             |             |  |  |       |       |       |  |
|  |                      |                      | HC Sparta Praha  | HC Sparta Praha  | 2      | 3 | 5                         |                           |                |                |                |                |  |  |             |             |             |             |             |  |  |       |       |       |  |
|  | Skellefteå AIK       | Skellefteå AIK       | HC Sparta Praha  | HC Sparta Praha  | 2      | 3 | 5                         | 1                         | 2              | 3              |                |                |  |  |             |             |             |             |             |  |  |       |       |       |  |
|  | Skellefteå AIK       | Skellefteå AIK       |                  |                  |        |   |                           |                           |                | 3              |                |                |  |  |             |             |             |             |             |  |  |       |       |       |  |
|  | HC Sparta Praha      | HC Sparta Praha      | 3                | 1                | 4      |   |                           |                           |                |                |                |                |  |  |             |             |             |             |             |  |  |       |       |       |  |
|  | HC Sparta Praha      | HC Sparta Praha      | 3                | 1                | 4      |   | Rögle BK                  | Rögle BK                  | 5              | 3              | 8              |                |  |  |             |             |             |             |             |  |  |       |       |       |  |
|  |                      |                      |                  |                  |        |   |                           |                           |                |                |                |                |  |  |             |             |             |             |             |  |  |       |       |       |  |
|  |                      |                      | Frölunda HC      | Frölunda HC      | 3      | 1 | 4                         |                           |                |                |                |                |  |  |             |             |             |             |             |  |  |       |       |       |  |
|  | Adler Mannheim       | Adler Mannheim       | Frölunda HC      | Frölunda HC      | 3      | 1 | 4                         | 1                         | 1              | 2              |                |                |  |  |             |             |             |             |             |  |  |       |       |       |  |
|  | Adler Mannheim       | Adler Mannheim       |                  |                  |        |   |                           |                           |                | 2              |                |                |  |  |             |             |             |             |             |  |  |       |       |       |  |
|  | Frölunda HC          | Frölunda HC          | 10               | 4                | 14     |   |                           |                           |                |                |                |                |  |  |             |             |             |             |             |  |  |       |       |       |  |
|  | Frölunda HC          | Frölunda HC          | 10               | 4                | 14     |   | Frölunda HC               | Frölunda HC               | 5              | 3              | 8              |                |  |  |             |             |             |             |             |  |  |       |       |       |  |
|  |                      |                      |                  |                  |        |   | Frölunda HC               | Frölunda HC               | 5              | 3              | 8              |                |  |  |             |             |             |             |             |  |  |       |       |       |  |
|  |                      |                      | Leksands IF      | Leksands IF      | 2      | 3 | 5                         |                           |                |                |                |                |  |  |             |             |             |             |             |  |  |       |       |       |  |
|  | EC KAC               | EC KAC               | Leksands IF      | Leksands IF      | 2      | 3 | 5                         | 4                         | 1              | 5              |                |                |  |  |             |             |             |             |             |  |  |       |       |       |  |
|  | EC KAC               | EC KAC               |                  |                  |        |   |                           |                           |                | 5              |                |                |  |  |             |             |             |             |             |  |  |       |       |       |  |
|  | Leksands IF          | Leksands IF          | 0                | 8                | 8      |   |                           |                           |                |                |                |                |  |  |             |             |             |             |             |  |  |       |       |       |  |

### Ottavi di finale
Le gare di andata si sono disputate il 16 e 17 novembre 2021, le gare di ritorno il 23 e 24 novembre successivi.
| Squadra 1            | Totale | Squadra 2            | Andata | Ritorno    |
| -------------------- | ------ | -------------------- | ------ | ---------- |
| HC Fribourg-Gottéron | 4–7    | EHC Red Bull München | 2–4    | 2–3        |
| HC Bolzano           | 1–3    | Lukko                | 1–3    | Cancellata |
| Växjö Lakers         | 4–6    | Tappara              | 2–2    | 2–4        |
| Dragons de Rouen     | 4–3    | Red Bull Salzburg    | 3–0    | 1–3        |
| ZSC Lions            | 4–7    | Rögle BK             | 3–4    | 1–3        |
| Skellefteå AIK       | 3–4    | HC Sparta Praha      | 1–3    | 2–1        |
| Adler Mannheim       | 2–14   | Frölunda HC          | 1–10   | 1–4        |
| EC KAC               | 5–8    | Leksands IF          | 4–0    | 1–8        |

La gara di ritorno tra Lukko Rauma e HC Bolzano venne cancellata a causa della positività al COVID-19 di alcuni giocatori del Lukko. Il board della CHL decise di annullare la gara e di considerare solo il risultato della gara di andata, e di garantire quindi il passaggio del turno ai finlandesi, sollevando le proteste della squadra italiana.

### Quarti di finale
Le gare di andata si sono disputate il 7 dicembre 2021, quelle di ritorno il successivo 14 dicembre.
| Squadra 1       | Totale   | Squadra 2            | Andata | Ritorno |
| --------------- | -------- | -------------------- | ------ | ------- |
| Lukko           | 3–4 (OT) | EHC Red Bull München | 2–2    | 1–2     |
| Tappara         | 7–3      | Dragons de Rouen     | 3–3    | 4–0     |
| HC Sparta Praha | 5–6      | Rögle BK             | 2–5    | 3–1     |
| Leksands IF     | 5–8      | Frölunda HC          | 2–5    | 3–3     |

### Semifinali
Le gare di andata si sono disputate il 4 gennaio 2022, quelle di ritorno l'11 gennaio e il 1º febbraio successivi.
| Squadra 1            | Totale | Squadra 2   | Andata     | Ritorno |
| -------------------- | ------ | ----------- | ---------- | ------- |
| EHC Red Bull München | 0–3    | Tappara     | Cancellata | 0–3     |
| Rögle BK             | 8–4    | Frölunda HC | 5–3        | 3–1     |

La gara di andata tra Tappara e Red Bull Monaco è stata cancellata per la positività al COVID-19 di un giocatore della squadra tedesca. Anche la gara di ritorno era stata originariamente cancellata per lo stesso motivo, poi spostata dall'11 al 25 gennaio. Il 20 gennaio furono trovati positivi alcuni giocatori del Tappara, e la partita venne nuovamente rinviata. Il 24 febbraio venne stabilita una nuova data per il recupero della gara: il 1º marzo 2022.

### Finale
| Arbitri: | Robin Šír Vladimír Pešina |

|                                                                     |           |                                |
| Zaar (Bengtsson, Jonsson) 2:53 Zaar (Tambellini, Stål Lyrenä) 29:22 | Marcatori | 44:23 Merelä (Morley, Levtchi) |